# Przechlewo
Przechlewo (niem. Prechlau, kaszub. Przechlewò) – wieś w Polsce, położona w województwie pomorskim, w powiecie człuchowskim, w gminie Przechlewo, przy trasie linii kolejowej Miastko-Człuchów (obecnie zawieszonej). Siedziba gminy Przechlewo.
W latach 1975–1998 wieś administracyjnie należała do województwa słupskiego.
Wieś królewska starostwa człuchowskiego w województwie pomorskim w drugiej połowie XVI wieku. 
Wieś słynąca głównie z rozwiniętej bazy turystycznej.

## Integralne części wsi
| SIMC    | Nazwa   | Rodzaj    |
| ------- | ------- | --------- |
| 1014346 | Zbrzyca | część wsi |

## Historia
Do końca XVIII wieku okolice Przechlewa i Człuchowa były zdominowane przez żywioł kaszubski. Własność ziemska i liczne dworki szlacheckie należały przede wszystkim do kaszubskich rodów szlacheckich: Zawadzkich, Komiszków, Gliszczyńskich, Prądzyńskich i Rekowskich. Historia Przechlewa liczy ok. 650 lat. Pierwsza wzmianka o osadzie pochodzi z roku 1350. Pierwotnie jej nazwa brzmiała Przechylewo i wywodzi się prawdopodobnie od położenia miejscowości na skłonie.
Okolica była zasiedlona już w okresie wczesnośredniowiecznym, o czym świadczą znaleziska archeologiczne z tego okresu oraz ślady grodziska na pobliskim Jeziorze Długim. Do początków XIV w. dominował jednak nad regionem pobliski gród kasztelański w Szczytnie. Po utracie znaczenia na skutek utworzenia przez Krzyżaków komturstwa w Człuchowie, rozpoczęła się nowa faza kolonizacji, która objęła także okolice Przechlewa. Osadnictwo to doprowadziło do powstania w Przechlewie dwóch organizmów: dóbr rycerskich (później szlacheckich) i dóbr zakonnych (później królewskich).
Pierwsza lokacja w dobrach rycerskich w Przechlewie z 1341 r. objęła 76 łanów, organizowanych na prawie chełmińskim. W 1350 r. krzyżacki dziedzic Przechlewa, Ulrich von Dichtenberg, stwierdził, że „uczciwemu panu Tempelyn i jego spadkobiercom zapisuje 6 włók”. Ten sam dziedzic figurował w dokumentach z lat 1370, 1372 i 1377 jako Ulrich von Prechlew. Jego folwark obejmował w 1377 r. 61 łanów ziemi ornej. W tym samym roku komtur człuchowski, Heinrich von Grobitz, potwierdził sołtysowi Carboven (Karbowemu) list sołecki na 4 włóki. W tym czasie folwark nie miał własnego młyna, a jego mieszkańcy zobowiązani byli mleć zboże w Szczytnie. Z czasem folwark przechlewski przeszedł na własność prywatną. W czasach polskich rozpadł się na dwa udziały szlacheckie. U schyłku XVII w. właścicielami tych części byli: Marcin de Bytner-Zawadzki i Dorota Maria Gliszczyńska. Pierwszym z tych folwarków władali kolejno: wspomniany wyżej Marcin de Bytner-Zawadzki, następnie do 1737 r. Teodor Wolszlager, 1738 r. – Michał Wedelstaedt, w latach 1738-1770 Wojciech Aubrecht-Prądzyński, asesor ziemi tucholskiej, a następnie w latach 1770–1800 jego syn Jan oraz wnuk Wojciech, dziedzic pobliskiej Dąbrowy Człuchowskiej. Na początku XIX w. majątek przeszedł w ręce niemieckie.
Drugim mniejszym folwarkiem szlacheckim władali w XVIII w. kolejno: Ertman Komyszka, Jan Komyszka, Piotr Komyszka, Jakub Schmidt, Jan Ewald-Powalski i Dorota Maria Gliszczyńska. U schyłku XVIII w. oba folwarki połączył w swych rękach Wojciech Aubrecht-Prądzyński. W 1868 r. w folwarku przechlewskim (Adelig Prechlau) w 12 domach mieszkalnych żyło 139 osób.
Niezależnie od folwarku rozwijała się wieś, stanowiąca własność najpierw zakonu, później za czasów Rzeczypospolitej – starostwa człuchowskiego (królewszczyzna) i po I rozbiorze – króla pruskiego. W królewskim Przechlewie (później Königlich Prechlau) gospodarowało w 1565 r. 21 chłopów (gburów) na 41 włókach, sołtys na 4 włókach, tzw. lemani na 12 włókach i proboszcz na 4 włókach. Lustracja z 1624 r. wykazała niewielkie zmiany: 20 gburów gospodarowało na 40 włókach, 2 sołtysów na 4 włókach, lemani na 7 włókach i proboszcz jak poprzednio. We wsi były wówczas trzy karczmy. Procesy uwłaszczeniowe w XIX w. oddały w posiadanie chłopów znaczne części uprawianej przez nich ziemi. W 1868 r. we wsi było ogółem 231 zabudowań, w tym 109 domów mieszkalnych, w których żyło 1086 osób.
Do końca XVIII w. Przechlewo leżało na granicy obszaru osadnictwa kaszubskiego. Napór germanizacyjny, mimo trwającego osadnictwa niemieckiego, był jeszcze stosunkowo niewielki. Dopiero w XIX w. „kiedy padły dwory polskie w Szczytnie, Płaszczycach, Zawadzie, Lisewie, Przechlewie, Dąbrowie, wtedy niemczyzna bez trudności werżnęła się i do reszty”. Odzwierciedleniem przemian narodowościowych było stwierdzenie zawarte w 1888 r. w Słowniku Geograficznym Królestwa Polskiego: „lud tutejszy jest niemiecki”. Ta sytuacja nie musiała być jednak całkiem jednoznaczna, skoro jeszcze w 1909 r. K. Kościński pisał: „Pozwalamy sobie to o tyle sprostować, że mała przymieszka jest tu kaszubszczyzny (emigranci), a poza tym wielu nieuświadomionych narodowo Kaszubów zaliczanych bywa do Niemców”. Oficjalny spis z 1905 r. wykazywał 1808 niemiecko- i 56 polskojęzycznych mieszkańców.
Ludność kaszubska trwała przy kościele katolickim św. Anny. Choć XVI-wieczna reformacja uszczupliła jego pozycję, to jednak po kontrreformacji zachował w Przechlewie dominację. W 1868 r. we wsi było 638 katolików i 406 ewangelików, w folwarku 63 katolików, 78 ewangelików. W 1925 r. do Kościoła katolickiego należało 61,5% mieszkańców.

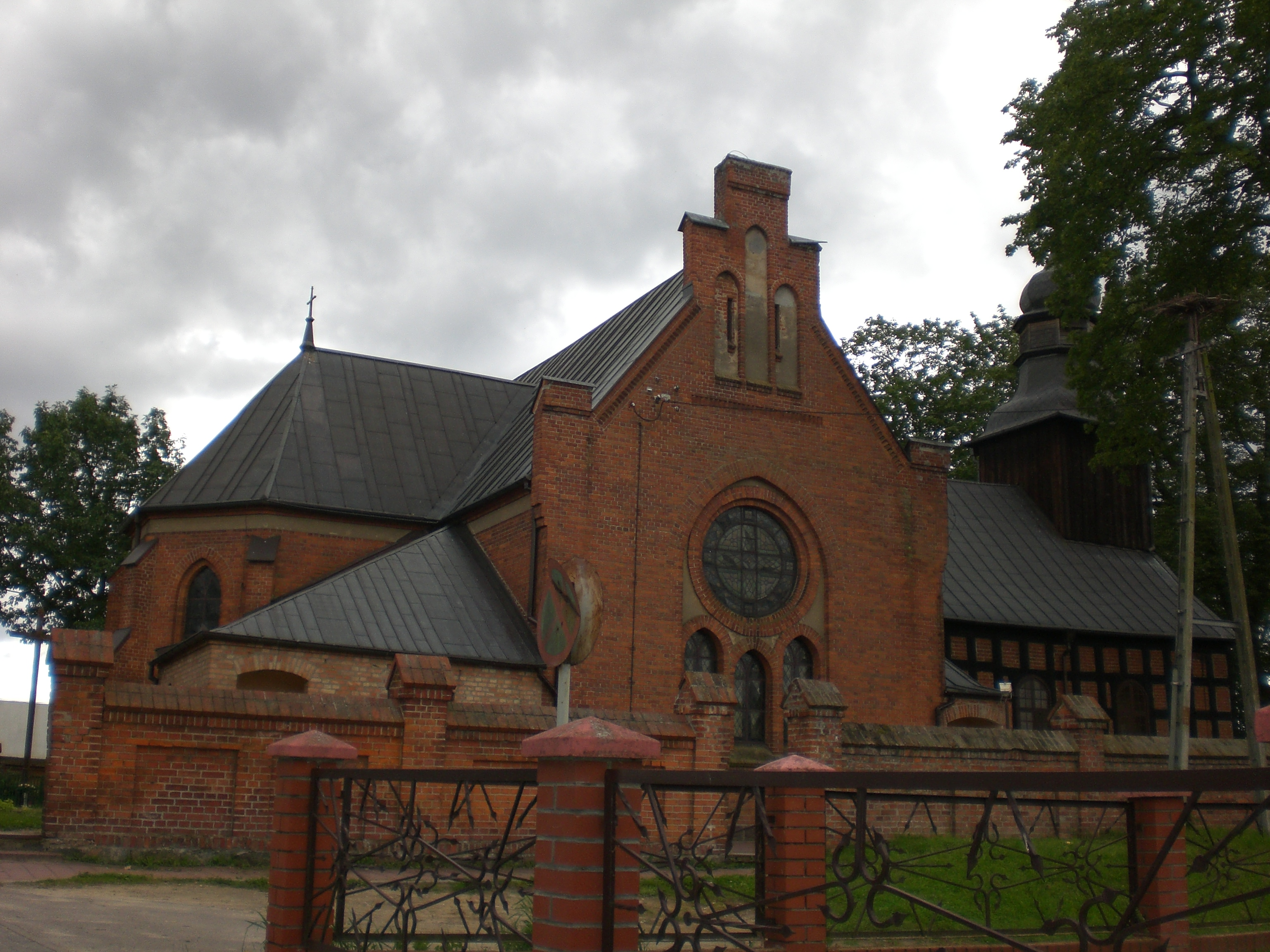
Kościół pw. św. Anny

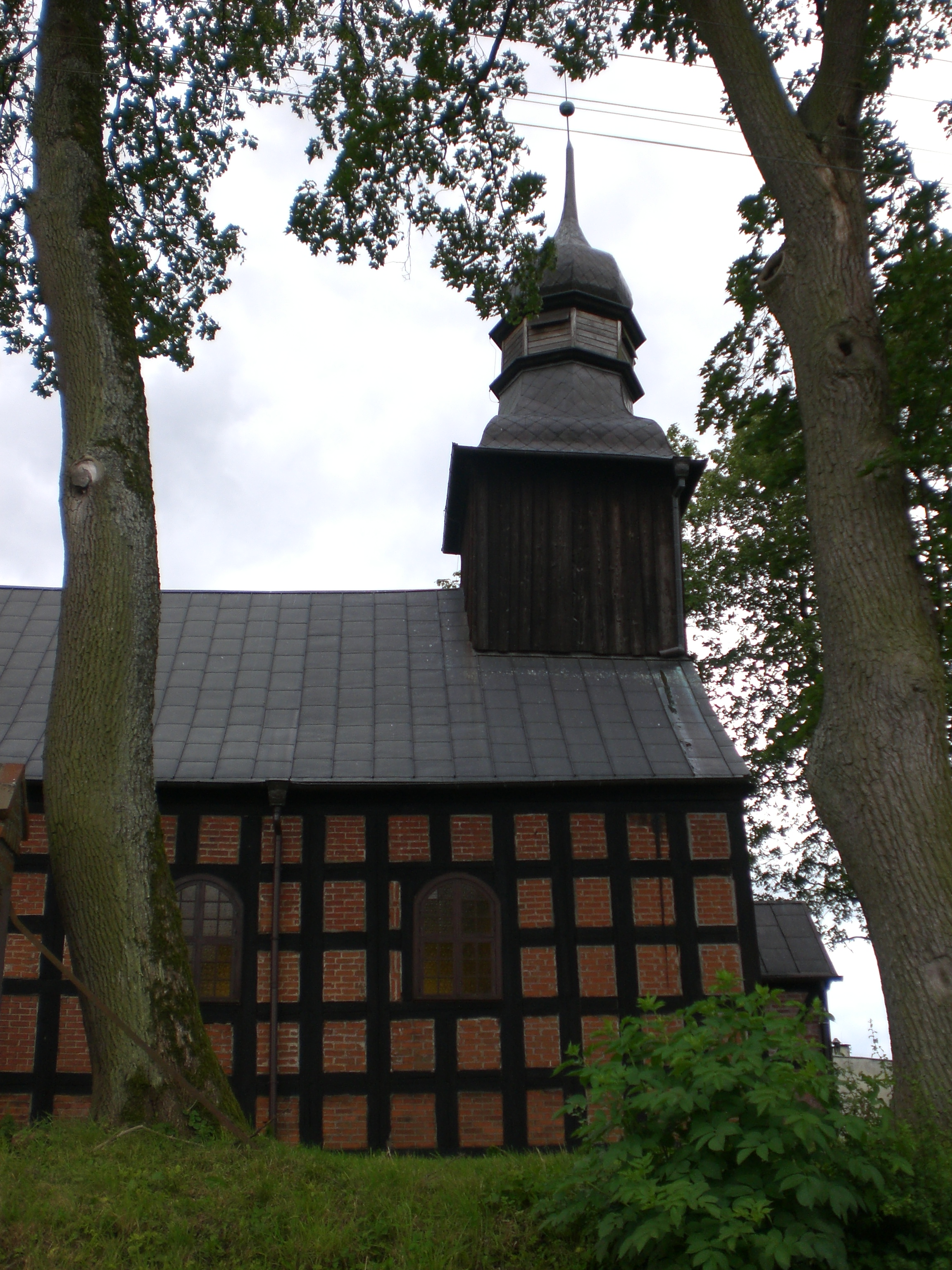
Kościół pw. św. Anny

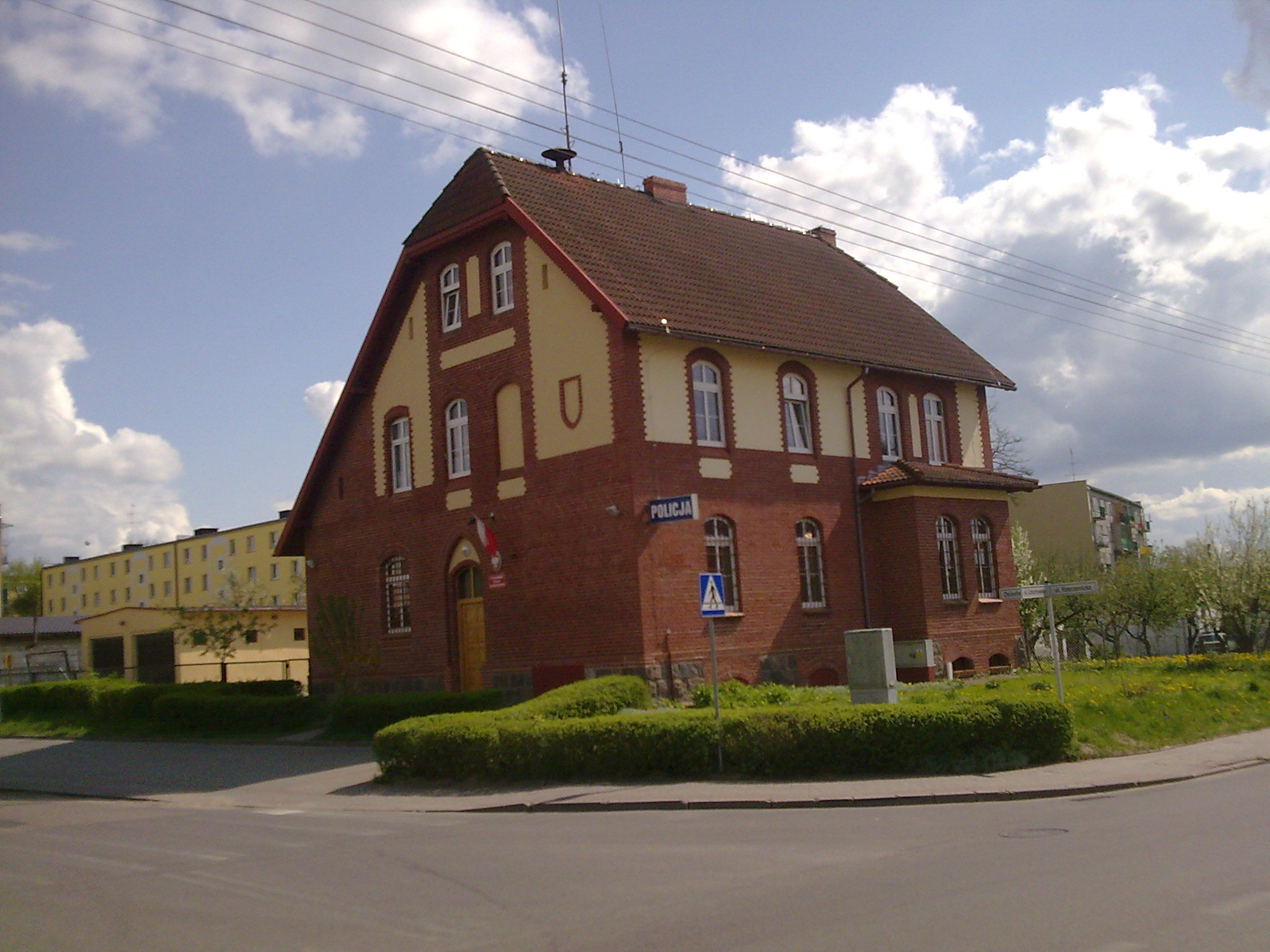
Komisariat Policji

Istnienie parafialnego kościoła katolickiego potwierdza lustracja z 1653 r.: była to budowla częściowo drewniana, częściowo fachwerkowa o dwóch ołtarzach i wieży w dobrym stanie. „Kościół pod wezwaniem św. Anny istniał od dawna, ale zgorzał za czasów proboszcza Jerzego Hinza (1688)”. Budowla spłonęła ponownie w 1714 r. Na jej miejscu zbudowano w 1725 r. kościół szachulcowy kryty gontem o wieży z hełmem barokowym. Wschodnia, murowana część świątyni dobudowana została w stylu neogotyckim w 1899 r. Wyposażenie wnętrza jest przeważnie barokowe. Na stropie polichromia figuralna z początku XVIII w. Dzwon renesansowy z 1545 r. Płyta nagrobna Prądzyńskich, właścicieli pobliskiej Dąbrowy Człuchowskiej. Parafia przechlewska rozbudowywała się i stopniowo objęła około 20 innych okolicznych miejscowości. W 1867 r. liczyła 2434, a w 1886 r. – 3136 wiernych. Proboszczami przez wiele lat byli Polacy.
Parafia ewangelicka istniała od XVI w., kiedy wspierali ją starostowie człuchowscy Latalscy – gorący zwolennicy luteranizmu. Jeden z nich, Stanisław Latalski, wystawił w Przechlewie świątynię protestancką. Mimo kontrreformacji silna parafia ewangelicka utrzymała się najpierw w zależności od Pakotulska, później Sępolna; od 1899 r. była samodzielna. W latach 1896–1897 zbudowano kościół, który jednak na skutek zagrzybienia musiał być w 1907 r. rozebrany. W 1911 r. ewangelicy zbudowali istniejącą do dziś neogotycką świątynię przy głównej ulicy wsi (dziś użytkowaną przez parafię katolicką).
Wyznaniowo uzupełniała mieszkańców stosunkowo silna grupa wyznawców judaizmu (w 1871 r. – 55, 1885 r. – 39, 1895 r. – 27), która jednak na skutek antysemityzmu zmniejszała się stale, a jej ostatni przedstawiciele zostali zamordowani w czasach Trzeciej Rzeszy.
We wsi już w czasach I Rzeczypospolitej istniała szkoła. W 1812 r. rozdzielono ją na dwie, opierając się na kryterium językowym. W 1868 r. istniały dwie szkoły: katolicka ze 184 uczniami i ewangelicka ze 142. Po tym, jak zbudowany w 1874 r. przy rynku budynek szkolny spłonął w 1908 r., zbudowano w latach 1912–1913 obok siebie dwie szkoły: jedną dla katolików, drugą dla ewangelików. Ostateczne ich połączenie nastąpiło w 1940 r.
Pod koniec II wojny światowej zarządzono (wobec zbliżania się frontu) 19 stycznia 1945 r. ewakuację ludności cywilnej, której poddało się jednak tylko 425 z 1675 mieszkańców. Po nalocie 25 lutego około 1150 mieszkańców podjęło ucieczkę, pozostało we wsi około 100 osób, które po zajęciu wsi przez Sowietów w nocy z 27 na 28 lutego 1945 (oddz. 70 armii 2 Frontu Białoruskiego) poniosły znaczne straty (samobójstwa, morderstwa, wywózki) – pozostałych wysiedlono do Niemiec.
W kwietniu 1946 w Borach Tucholskich została odtworzona V Brygada Wileńska mjr. „Łupaszki”. 21 maja siły (najprawdopodobniej część) 2. szwadronu, dowodzonego przez ppor. Zdzisława Badochę „Żelaznego”, wykonując akcję bojową w ówczesnym woj. szczecińskim, rozbiły posterunek MO m.in. w Przechylewie pow. Człuchów.
W Przechlewie od 1902 r. istniała stacja kolejowa obsługująca ruch pasażerski (do 1 VIII 1992 r.) i towarowy. W lipcu 1992 r. zlikwidowano stację techniczną, pozostawiając handlową.
Agresywna polityka germanizacyjna pruskiego zaborcy doprowadziła w drugiej połowie XIX wieku do całkowitego wynarodowienia tutejszych Kaszubów i upadku polskich dworów szlacheckich. Zniemczeni Kaszubi zachowywali jednak w dalszym ciągu pewną odrębność, trwając dalej w wierze katolickiej (pod względem wyznania stanowili 70% wyspę katolicką w protestanckim morzu wokół aż do lat 30. XX wieku). Koniec II wojny światowej przyniósł z sobą przymusową ewakuację na zachód i ucieczkę przed Armią Czerwoną. Nieliczni, którzy pozostali zostali w 1946 r. przesiedleni do Niemiec.
Po wojnie na terenach wokół Przechlewa doszło do zjawiska rekaszubizacji poprzez osiedlających się tu Zaboraków i Gochów.
Ludność pochodzenia kaszubskiego stanowi 30–50% mieszkańców gminy Przechlewo.

## Zabytki
Według rejestru zabytków NID na listę zabytków wpisane są:
- szachulcowy kościół parafialny pw. św. Anny, 1720, przebudowany w 1899, wnętrze barokowe, nr rej.: A-63 z 4.12.1954[11]
- kościół ewangelicki, obecnie rzymskokatolicki, pw. Matki Boskiej Częstochowskiej, 1911, nr rej.: A-382/S z 21.03.2001.

## Osoby związane z Przechlewem
Z Przechlewa pochodzi prof. med. Jan Lubiński oraz aktorka Marta Żmuda Trzebiatowska.